# Château de Lancin
Le château de Lancin est un château situé dans la commune de Courtenay, en Isère

## Historique
Château de Lacin
Le château de Lacin est une demeure de style néo-classique située dans la commune de Courtenay, en Isère, France. Construit à la toute fin du XIXᵉ siècle par l’architecte Louis Rigoct, il fut commandité par Monsieur Caquet d’Avaize.

Depuis le 12 juin 2014, le château fait l’objet d’une inscription au titre des monuments historiques. Sont ainsi protégés : le château dans son intégralité, les façades et toitures des communs et des écuries, ainsi qu’une partie du parc où subsiste encore un ingénieux système hydraulique d’époque.

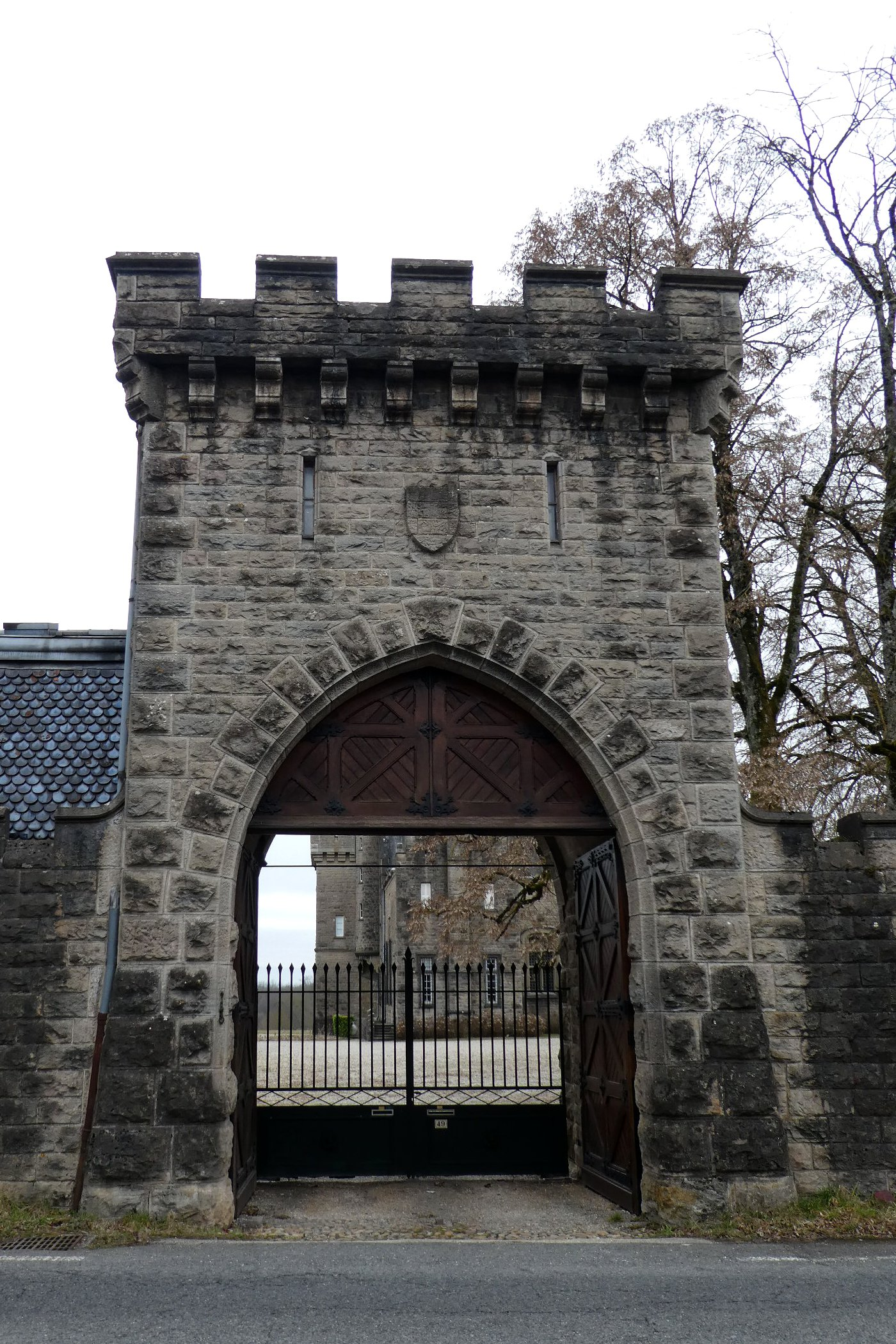
portail du château de Lancin
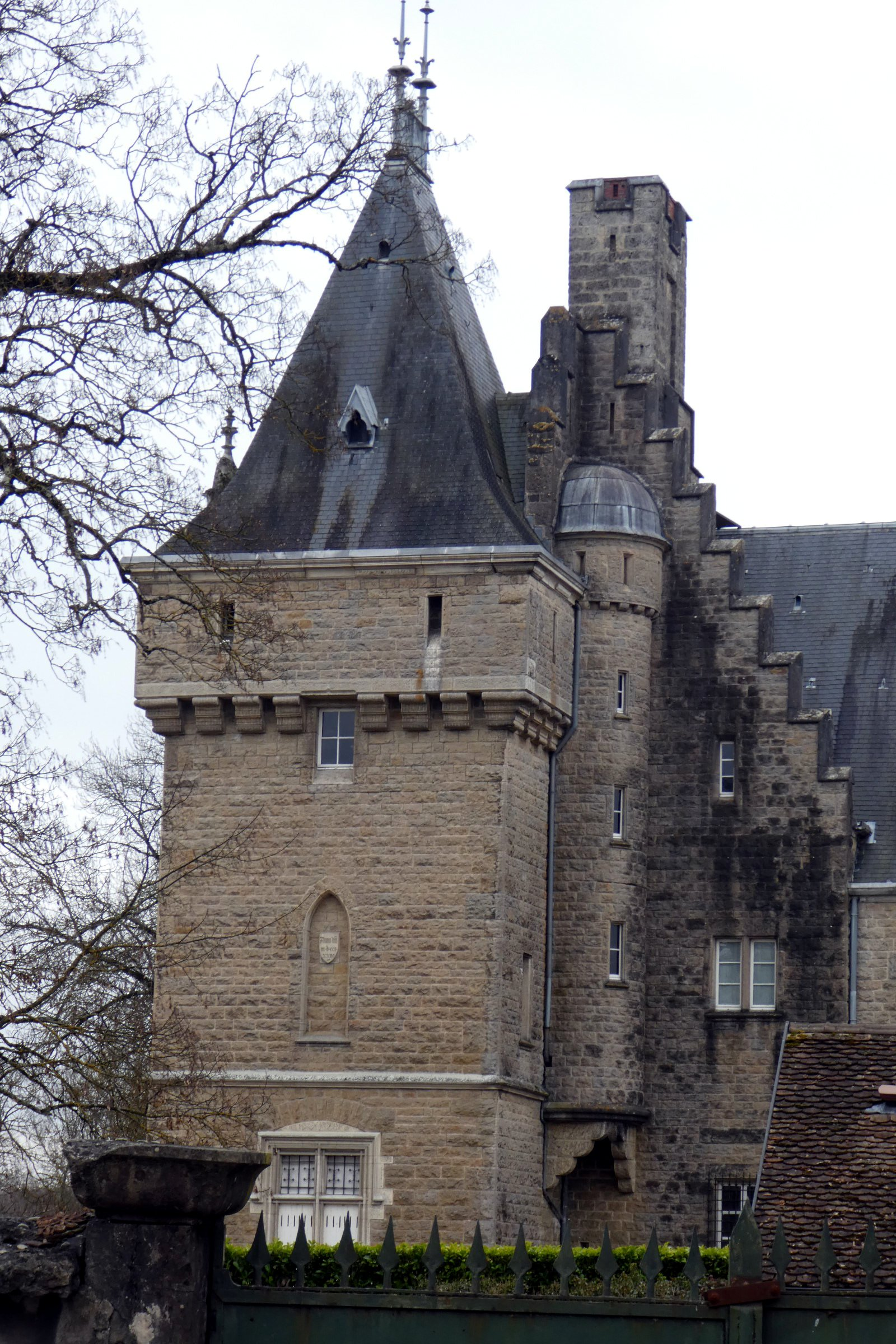
Château de Lancin